# Leon Płoszay
Leon Płoszay (ur. 24 listopada 1902 we Włocławku, zm. 27 grudnia 1993 tamże) – polski grafik, malarz i nauczyciel rysunku.

## Życiorys
Był synem cieśli Jakuba i Małgorzaty z Trojanowskich (1869–1949). W 1923 roku ukończył Gimnazjum Ziemi Kujawskiej we Włocławku. Podjął wówczas studia w Państwowej Szkole Sztuk Zdobniczych w Poznaniu, pod kierunkiem profesora Jana Wronieckiego. Studiował (z przerwami w latach 1926–1929) do 1930 roku, uzyskawszy absolutorium.
Po ukończeniu studiów powrócił do rodzinnego Włocławka, gdzie objął posadę nauczyciela rysunku w Państwowej Szkole Technicznej.
W latach 1936–1939 studiował we francuskiej filii Akademii Sztuk Pięknych w Krakowie pod kierunkiem Józefa Pankiewicza. Mieszkając we Francji, był członkiem Grupy Artystów Polskich i ich Przyjaciół we Francji. Stworzył wówczas wiele rysunków i grafik przedstawiających miasta francuskie, m.in. Paryż, Évreux, Dreux i Chartres. Brał udział w wystawach we Francji, ale także nadsyłał swoje prace na wystawy w kraju.
W 1939 roku powrócił do Włocławka. Po wybuchu II wojny światowej został początkowo aresztowany i osadzony we Włocławskim więzieniu. Następnie wysiedlono go do Małogoszcza. Podczas swojego pobytu na ziemi kieleckiej, stworzył liczne rysunki przedstawiające tamtejsze pejzaże. Zorganizował nawet jedną wystawę.
Po zakończeniu wojny, powrócił w 1945 r. do Włocławka. Włączył się wtedy w ruch odnowy życia kulturalnego w mieście. Już w maju 1945 roku wziął udział w pierwszej powojennej wystawie we Włocławku, zorganizowanej w Domu Kultury. Został też kierownikiem Referatu Kultury w Prezydium Miejskiej Rady Narodowej we Włocławku. Funkcję tę pełnił do 1950 roku.
Do przejścia na emeryturę, pracował jako nauczyciel rysunku we włocławskich szkołach, m.in. w Liceum im. Ziemi Kujawskiej, Liceum im. Marii Konopnickiej i Społecznym Ognisku Kultury Plastycznej.
Zmarł 27 grudnia 1993 roku we Włocławku. Został pochowany na miejscowym Cmentarzu Komunalnym, w kwaterze nr 34/5/56.

## Kariera artystyczna

### Sztuka użytkowa

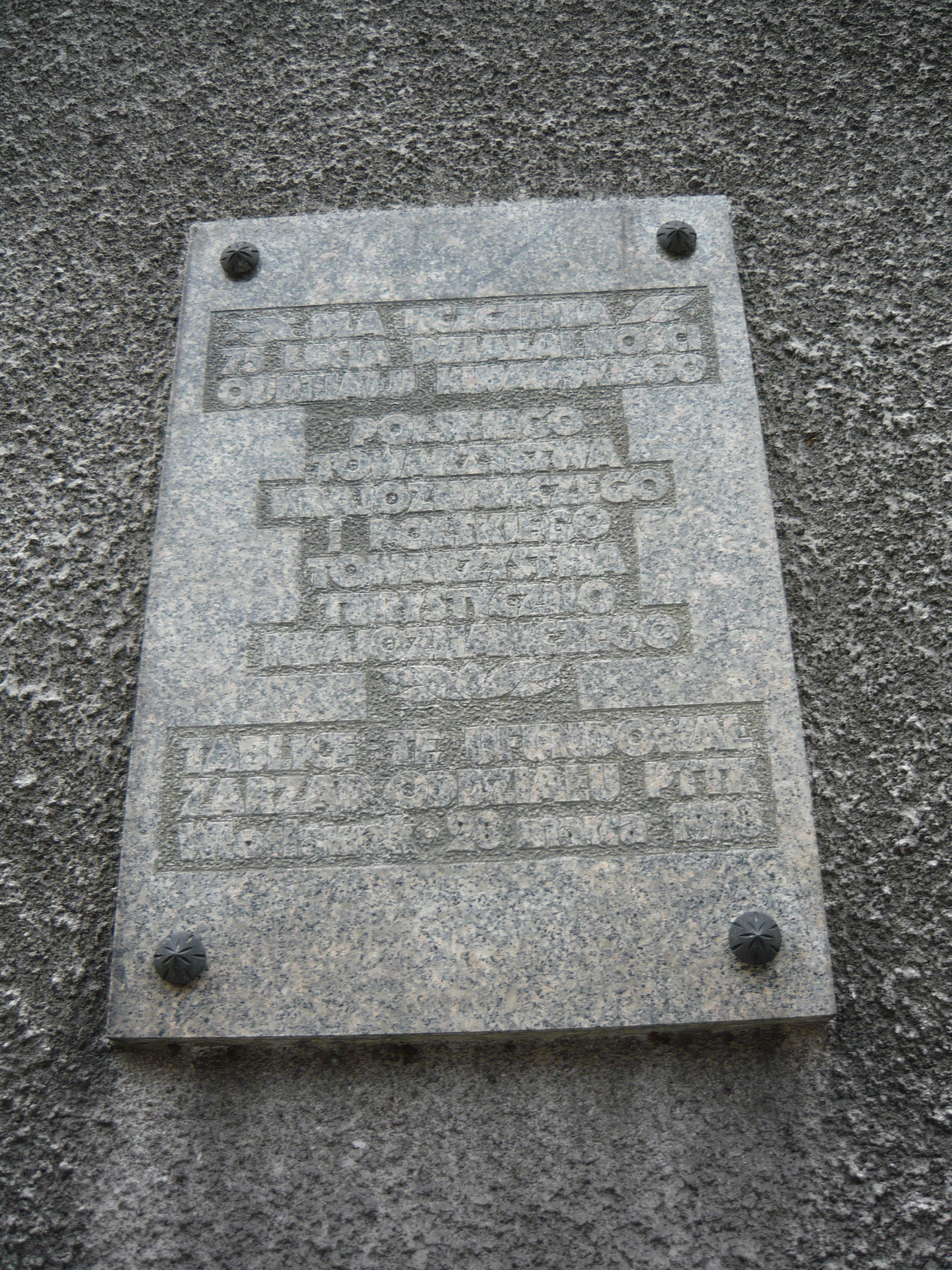
Tablica poświęcona rocznicy działalności PTK i PTTK we Włocławku, zaprojektowana przez Leona Płoszaya

Począwszy od 1930 roku, Leon Płoszay nawiązał współpracę z Zakładami Graficznymi we Włocławku i w Poznaniu. Projektował wówczas m.in.: okładki i obwoluty książek, dyplomy, winiety i pocztówki. Działalność tę kontynuował również po wojnie. Był autorem m.in. dyplomów dla Marszałka Józefa Piłsudskiego czy Michała Roli-Żymierskiego, wręczonego mu z okazji nadania honorowego obywatelstwa Włocławka w 1947 roku. Zaprojektował Księgę Pamiątkową I Zjazdu Byłych Wychowanków Gimnazjum Ziemi Kujawskiej.
W 1931 r. zaprojektował scenografię do sztuki Zdzisława Arentowicza pt. Płowce.
Był autorem szaty graficznej czasopisma Życie Włocławka i Okolicy oraz ilustracji Przewodnika po Włocławku wydanego w 1935 r. W 1929 r. wykonał album Widoki Włocławka wydrukowanych w Zakładzie Graficznym Neumanna.
Zaprojektował kilka tablic pamiątkowych we Włocławku, m.in. poświęconą Julianowi Marchlewskiego w domu przy ul. Cygance (obecnie nie istnieje) czy rocznicy powstania Polskiego Towarzystwa Turystyczno-Krajoznawczego na gmachu Muzeum przy ul. Słowackiego.
Projektował również karty pocztowe, znaki firmowe (m.in. logotyp Centrali Przemysłu Ludowego i Artystycznego, znaczki pocztowe (m.in. upamiętniający I Zlot Turystów na Kujawach PTTK w 1959 roku), odznaki czy malowidła na sztandarach. W latach 70. projektował  ekslibrisy.
W projektowanych przez siebie drukach umieszczał motywy haftu kujawskiego.

### Sztuka piękna
Jako artysta, tworzył przede wszystkim w technice drzeworytu, linorytu i litografii. Rzadziej zajmował się malarstwem olejnym. W latach 1929–1930 stworzył cykl rysunków do tek pt. Motywy zabytków Włocławka i Motywy zabytkowe Poznania.
Interesowały go przede wszystkim pejzaże i architektura. Był autorem licznych pejzaży Włocławka, Poznania, ale też innych miast kraju, m.in.: Bydgoszczy, Nieszawy, Warszawy i Krakowa. Pozostawił po sobie cykl prac wykonanych we Francji w latach 1936–1939 i na Kielecczyźnie w czasie II wojny światowej. Prezentował także prace przedstawiającej widoki natury, np. zakola rzek, parki oraz powiązane z historią, np. powstaniem styczniowym.
Jego prace charakteryzuje wysoka dbałość o szczegóły, żywe barw lub kontrast czerni i bieli.

### Wystawy
Jego pierwsza wystawa indywidualna miała miejsce w 1927 roku w Salonie Towarzystwa Przyjaciół Sztuk Pięknych w Poznaniu. Począwszy od tego momentu, wystawiał swoje prace regularnie na wystawach TPSP i innych w Poznaniu. W 1932 r. uczestniczył w wystawie Współczesna Grafika Poznańska zorganizowanej w Muzeum Wielkopolskim. W 1938 r. wziął udział w wystawie Polska grafika myśliwska.
W 1927 roku zadebiutował też w rodzinnym Włocławku, biorąc udział w wystawie zbiorowej zorganizowanej przez Sekcję Regionalistyczną Polskiego Towarzystwa Krajoznawczego w sali Stowarzyszenia Rzemieślników przy ul. Kościuszki. 8 grudnia 1930 roku wziął udział w pierwszej wystawie Zrzeszenia Kujawskich Artystów Plastyków, która była też pierwszą wystawą, jaka miała miejsce w nowo powstałym gmachu Muzeum Kujawskiego przy ul. Słowackiego. W latach 1931–1933 brał udział w wystawach ZKAP organizowanych we Włocławku, Kaliszu i Płocku. W 1931 r. wziął udział w pierwszej wystawie Towarzystwa Przyjaciół Sztuk Pięknych we Włocławku. Począwszy od powołania Grupy Kujawskiej w 1952 r., brał udział we wszystkich jej wystawach do 1976 roku. Do dziś prezentuje się jego prace w kontekście działalności w Grupie Kujawskiej. We Włocławku zorganizował wystawy jubileuszowe na 30-, 45- i 50-lecie jego działalności twórczej, które miały miejsce kolejno w 1957, 1972 i 1977 roku. Wystawy odbyły się też z okazji jego 90. urodzin w 1992 roku, 100. rocznicy urodzin w 2002 roku i 110. rocznicy urodzin w 2012 roku.
Od 1929 roku brał udział w wystawach Instytutu Propagandy Sztuki oraz Towarzystwa Zachęty Sztuk Pięknych w Warszawie.
Podczas swojego pobytu we Francji w latach 1936–1939 brał udział w wystawach Societe des Artistes Francais, National des Beaux Arts, Salon d'Automne i Societé Lorraine des Beaux Arts. Na tej ostatniej otrzymał Złoty Medal.
W 1944 r. zorganizował wystawę indywidualną w Małogoszczu, gdzie znalazł się na skutek wysiedlenia przez niemieckiego okupanta.
Jako członek Związku Polskich Artystów Plastyków, brał udział w wystawach zbiorowych Pomorskiego, a później Bydgoskiego Okręgu ZPAP.
Jego pracy prezentowano także w Muzeum Okręgowym w Grudziądzu (1959 r.) i Klubie Jupiter w Bydgoszczy (1971 r.).
Współpracował z Biurem Wystaw Artystycznych we Włocławku oraz Centralnym Biurem Wystaw Artystycznych. Z ramienia tej ostatniej, jego prace zaprezentowano za granicą, m.in.: w Moskwie, Pradze, Wilnie, Hamburgu, Budapeszcie, Bukareszcie i w Lipsku.

### Działalność środowiskowa
Był jednym ze współzałożycieli powstałego w 1930 roku Zrzeszenia Kujawskich Artystów Plastyków. W 1946 roku został członkiem Związku Polskich Artystów Plastyków (nr legitymacji 427). Był jednym ze współzałożycieli Grupy Kujawskiej, powołanej w 1952 roku.
W 1990 roku był jednym z inicjatorów powstania siedziby Galerii Sztuki Współczesnej przy ul. Miedzianej we Włocławku.

### Spuścizna
Współcześnie, prace Leona Płoszaya znajdują się w zbiorach Muzeum Okręgowego w Toruniu, Muzeum Okręgowego w Bydgoszczy, Muzeum Narodowego w Poznaniu, Muzeum Narodowego w Kielcach, Muzeum Zamojskim, Biblioteki Narodowej w Warszawie i Bibliotece Uniwersyteckiej w Toruniu. Największy zbiór prac Płoszaya (ponad 100 prac) znajduje się w posiadaniu Muzeum Ziemi Kujawskiej i Dobrzyńskiej we Włocławku. Najstarszy rysunek artysty w tym zbiorze pochodzi z 1923 roku, a grafika użytkowa – z 1929 roku. W zbiorze znajdują się m.in. widoki Włocławka oraz z Francji i Wilna, a także dwa obrazy olejne wykonane w 1936 roku w Tillières. MZKiD dysponuje też medalami i plakietami zaprojektowanymi przez Leona Płoszaya.

## Odznaczenia i nagrody
W 1949 r. uhonorowano go Nagrodą Miasta Bydgoszczy, a w 1963 r. Nagrodą Miasta Włocławka. Pomiędzy 1957 a 1977 rokiem otrzymał trzy nagrody Ministerstwa Kultury i Sztuki. W 1977 r. nadano mu odznakę Za Zasługi dla Województwa Włocławskiego. W roku 1977 we Włocławku w Muzeum Ziemi Kujawskiej i Dobrzyńskiej otrzymał Krzyż Kawalerski Polonia Restituta, podczas wystawy jubileuszowej z okazji 50-lecia pracy twórczej.

## Życie prywatne
11 stycznia 1947 roku poślubił urzędniczkę Marię Kondrak. Doczekał się z nią dwójki dzieci – Jadwigi i Tadeusza.